# ZUNTATA
ZUNTATA（ズンタタ）は、タイトーのサウンド開発部門の総称。
名称は広報担当者が発案した「ZUNTATTA」から「T」を1文字取ったもの。

## 変遷
タイトーのサウンド開発部門が1983年に発足し、『ダライアス―TAITO GAME MUSIC VOL.2』（アルファレコード・GMOレーベル、1987年）で初めてこの名称が使われた。
1988年、サイトロンレーベル（サイトロン・アンド・アートとポニーキャニオンの共同による）に移籍。6月に同レーベル最初の作品でもある『ニンジャウォーリアーズ -G.S.M.TAITO 1-』を、引き続きZUNTATA名義でリリースする。
ゲーム業界で加熱したサウンド開発部門（サウンドチーム）によるライブ活動の際には、1990年にホーンセクションも加えた大所帯バンドを結成し、ゲームミュージックフェスティバルにて演奏を披露した。バンド活動を行ったのは、当時セガのS.S.T.BANDがアルバムをリリースしていたポニーキャニオンから「ZUNTATAもライブをやりませんか？」と誘われたのがきっかけだという。ライブでは演劇仕立ての演出 を行なう等、先進的な創作表現を行なっている。
後にHAGGYやばび〜らによるZUNTATA-J.A.M.（Junky As Machine）なるユニットも組まれ、電車でGO!シリーズのイメージソング等を歌った。
1992年にタイトーが開発した、世界初の通信カラオケ機器「X2000」（およびその家庭用向け機器である「X-55」）では、カラオケ用のメドレー曲の作曲も行っていた（タイトーのカラオケ事業は現在はエクシングに事業譲渡された）。
1996年10月、サイトロンレーベルを離脱し、タイトーの社内レーベル「ZUNTATA RECORDS」を設立。以降は原盤権を所有するようになり、アルバムはCDの生産終了後もiTunes Store等で配信を継続している（2006年からはitunes Store専売アルバムも配信開始）。
他社作品への楽曲提供も行っており、1997年の『ガメラ2000』（デジタルフロンティア）を皮切りに、『ダークラビリンス』（エイチーム）などへの楽曲・効果音の提供が行われている。
1999年には第二の自社レーベル「TAITORUS RECORDS（たいとらす れこーど）」を発足。ゲーム関連以外の音楽を手がけ、アーティスト「PAOZ」（河本圭代によるユニット）が所属していた。
2005年、タイトーがスクウェア・エニックス・ホールディングスの子会社となった後、全盛期スタッフの退社が相次ぎ規模は縮小しているが、従来のサウンド開発業務は遜色無く行われている。ゲームサウンド開発の他に、着信メロディ制作やモバイルサイト、イベントの企画など音に関連した多彩な業務を行っている。
ライブ活動はバンド形態を変えつつ継続しており、2011年3月には東京・渋谷においてダライアスバースト アナザークロニクル開発者トークショーと併わせ、12年ぶりにZUNTATA単独でライブを行った。
2019年、長年の活動における功績を讃え、「ZUNTATA」としてタイトー社長賞を受賞。

## 主なスタッフ
50音順。コンポーザーの場合は代表作を併記。

### 現主要メンバー
石川勝久（ばび〜）
5代目リーダー。担当は効果音の製作やサウンドディレクションが中心で、作編曲は行わない。また、イベントやネット配信ではMCを務めるほか、ライブではショルダーキーボードを担当。ZUNTATA-J.A.M.の一人で、「電車で電車でGO!GO!GO!」等ではボーカルを務める。
代表作（すべて効果音）：ダライアス外伝、メタルブラック、カイザーナックル、ファイターズインパクト、ジェットでGO!ポケット、ダライアスバーストシリーズなど
土屋昇平
2008年8月にメンバーとして加入。ライブではベースを担当。
代表作：ホーンテッドミュージアムシリーズ、ダライアスバーストシリーズ、グルーヴコースターシリーズ、アリス・ギア・アイギス
森正樹 (MASAKI)
2015年11月にメンバーとして加入。ライブではドラムを担当。
代表作：グルーヴコースターシリーズ、アリス・ギア・アイギス

### 旧主要メンバー
相澤静夫（Splatter.A）
1993年、有限会社サウンドウェイブを設立。
代表作：ダライアスツイン、レインボーアイランド、オペレーションサンダーボルト
池田宜史（ike）
今村善雄（IMA、Y.I.）
ZUNTATA初代リーダー。ライブではティンパニや管楽器を担当。
代表作：バルーンボンバー、ワイルドウエスタン、ちゃっくんぽっぷ、エレベーターアクション
内田哉（hyu）
4代目リーダー。プログラマーやプロデューサーとして活動。
2011年6月退社、株式会社ファラッドを設立。
上田砂代子（Sayoko）
代表作：ガラクタ名作劇場、ラクガキ王国、ゾイドインフィニティ
海野和子（Karu.）
代表作：ミズバク大冒険、プリルラ、逆鱗弾、パズルボブル、あっかんべぇだぁー、オペレーションタイガー、クレセントテール
瓜田幸治（URI）
代表作：バトルギア、電車でGO!3通勤編、パズルボブル3、Gダライアス（効果音）
大縫一行（POCHI、NUI）
代表作：ナイトストライカー（効果音）、チャンピオンレスラー
小倉久佳（OGR）
ライブではキーボードを担当。
2007年退社 しフリー（「小倉久佳音画製作所」名義）に。
代表作：ダライアスシリーズ、ニンジャウォーリアーズ、影の伝説、奇々怪界、ギャラクティックストーム、ゾイドインフィニティ
鎌田良和（KAMATY）
河本圭代（TAMAYO）
代表作：レイフォースシリーズ、きらめきスターロード♪イントロ倶楽部♪
君島正（KIMI）
代表作：アルカノイド、バブルボブル
国京砂織（Sally）
小塩広和（COSIO）
ライブではキーボード、DJを担当。
2015年11月退社しフリーに。
代表作：アルカノイドDS、スペースインベーダーエクストリームシリーズ、スペースインベーダー インフィニティジーン、電車で電車でGO!GO!GO! れぼりゅ〜しょん、ダライアスバーストシリーズ、グルーヴコースターシリーズ
櫻井浩司（CHERRY）
代表作：逆鱗弾、SuperFootball Champ
下田祐
2017年6月にメンバーとして加入。ライブではギター、ベースを担当。
2021年8月退社、SNKに移籍。
代表作：グルーヴコースターシリーズ、アリス・ギア・アイギス
高木正彦（Mar.、Richard H.B.）
3代目リーダー。ライブではギターを担当。
代表作：ナイトストライカー、レイメイズ、ラスタンサーガ、ウォーリアーブレード、ガメラ2000、フルスロットル
高萩英樹（HAGGY、Dr.Haggy）
代表作：サイキックフォースシリーズ、武刃街、バトルギア2、ゾイドインフィニティ
高橋誠仁（コモエスタ高橋）
殿村裕誠（Tono）
2代目リーダー。
代表作：ダイノレックス、クイズH.Q.、（ディレクターとして）レイフォース、レイストーム
中澤秀一郎（SHU、シュウ・ナカザワ）
代表作：クレオパトラフォーチュン、ランディングギア、ジェットでGO!2
中西宗博（Mu-NAKANISHI）
ライブではドラムを担当。
代表作：ガメラ2000
古川典裕（中山上等兵、なかやまらいでん）
ライブではキーボードを担当。
2001年退社しフリーに。
代表作：ニンジャウォーリアーズ（PCエンジン版）、ダイナマイトリーグ、スペースガン、アラビアンマジック、グリッドシーカー、ライトブリンガー、パズルボブル2、電車でGO!、カオスヒート、タクトオブマジック
堀内理美子（Rim.、Rimmy）
代表作：パズルボブル4
三澤宏行（SAWAMMY、バナナンミサワ）
代表作：JETでGO!、サイドバイサイド
八木下直人（YAG）
代表作：ワイバーンF-0、ファイナルバブルボブル
山田靖子（Yasko）
代表作：ドンドコドン、バブルシンフォニー、バブルメモリーズ
弓谷賢二（KY）
代表作：ムーンキャッスル
渡部恭久（Yack.）
代表作：メタルブラック、サイバリオン、カイザーナックル、ルナーク、ファイターズインパクト
えらんと
ZUNTATA所属だが本職はコンポーザーではなくプログラマであり主に着メロ、カラオケアプリ、Flashゲームの開発をしていたとのこと。

### その他
PINCH-PUNCH（ピンチパンチ）
フリーランスのサウンドチーム。ZUNTATAメンバーおよびタイトー社員ではないが、1988年 - 1992年にタイトーのアーケードのゲームの音楽を担当した。
代表作：マスターオブウェポン、キャメルトライ、ダイノレックス

## ZUNTATA NIGHT
2010年より開始されたライブストリーミング番組。初回から第8回まではUstreamにて配信され、第9回以降はFRESH! by CyberAgentにて配信。2019年2月28日放送のイベント「DARIUS COSMIC PARTY!」生配信より、YouTube Liveに移行した。ネットワークエンジニアは第1回から内田哉が担当し、内田は退社後も継続して携わっていた（ZUNTATA NIGHT 12まで）。
コンセプトとして、合間にタイトーのゲームミュージックが必ず流され、中には発売前の作品などの貴重な音源が流されることもある。また、音楽がかけられている間も映像は途切れず、幕間のリラックスした出演者の様子もそのまま流される（マイクは切られている）。時には用意されたホワイトボードで、視聴者とコミュニケーションを取ることも。また“お祭り感”を重視するため、放送はタイトー社外（ゲームセンター店内など）から行われることが多い。
第1回は同年10月23日に行われ、以降ナンバリング放送は2017年9月現在で12回配信された（放送間隔は不定期）。
Ustream時代は基本的にアーカイヴ化されなかったが、FRESH! by CyberAgent移行後はアーカイヴ化されていた（2019年2月12日をもって公開終了）。YouTube Live移行後は全番組がアーカイヴ化されている。
2017年12月より、毎月1回、1時間程度のレギュラー放送「月刊ZUNTATA NIGHT」を開始（アーケードゲームバーMEGARAGEにて公開生放送）。
| タイトル                                            | サブタイトル                                                                       | 配信日時                                   | 配信場所                                         | 備考 |
| --------------------------------------------------- | ---------------------------------------------------------------------------------- | ------------------------------------------ | ------------------------------------------------ | --- |
| ZUNTATA NIGHT                                       | 〜秋の夜長はZUNTATA三昧！〜                                                        | 2010年10月23日 22時 - 翌24日4時            | ひつじ座                                         | 当初は24日2時までの予定だったが、2時時点で視聴者が2500人前後いたため4時まで延長 |
| ZUNTATA NIGHT 2                                     | 〜冬はマッタリZUNTATA三昧！〜                                                      | 2011年2月11日 22時 - 翌12日4時             | ナツゲーミュージアム                             | 『ダライアスバースト アナザークロニクル』特集 |
| ZUNTATA NIGHT 3                                     | 〜梅雨にも負けず、ZUNTATA三昧！〜                                                  | 2011年6月4日 22時 - 翌5日3時               | ナツゲーミュージアム                             | 『ダライアスバースト アナザークロニクル オリジナルサウンドトラック』特集 ZUNTATAライブCD化リクエストページ開設をサプライズ発表                                                     |
| ZUNTATA NIGHT 4                                     | 〜放送一周年だよ！ZUNTATA三昧！〜                                                  | 2011年9月23日 21時 - 翌24日3時             | イベントスペースWinpa （エンターブレイン社屋内） | 『ダライアスバースト アナザークロニクル』ライブCD特集 『グルーヴコースター』特集 秋期特別講座：初めてでも良く分かる！ZUNTATAの歴史                                                 |
| ZUNTATA NIGHT 5                                     | 〜25周年だよ、ZUNTATA三昧！〜                                                      | 2012年9月8日 21時 -                        | 秋葉原アトリエACT&B                              | ZUNTATA25周年記念アルバム『COZMO』特集 同アルバム初回限定版の特典CD「ZUNTATA NIGHT SPECIAL」に、本番組のゲストトークを収録                                                         |
| ZUNTATA NIGHT 6                                     | 〜秋だ！シューティングだ！ZUNTATA三昧！〜                                          | 2013年11月16日 21時 - 翌17日2時            | タイトー本社                                     | ダライアスシリーズ他タイトーシューティングゲーム特集 |
| ZUNTATA NIGHT 7                                     | 〜in タイトーステーション秋葉原店〜                                                | 2014年9月27日 21時 - 翌28日                | タイトーステーション秋葉原店                     | 『グルーヴコースター オリジナルサウンドトラック』特集他 |
| ZUNTATA NIGHT 増刊号                                | レトロゲームミュージックナイト                                                     | 2014年11月29日 20時 -                      | タイトー本社                                     | FM音源を中心とした1980年代 - 1990年代のタイトーゲーム音楽特集 アルバム『タイトー デジタルサウンドアーカイブス 〜ARCADE〜 Vol.1』先行試聴                                           |
| ZUNTATA NIGHT 大増刊号                              | レトロゲームミュージックナイト2                                                    | 2015年4月4日 21時 -                        | タイトー本社                                     | アルバム『タイトー デジタルサウンドアーカイブス 〜ARCADE〜 Vol.3』先行試聴 |
| REAL ZUNTATA NIGHT                                  | 〜大発表会2015〜                                                                   | 2015年8月2日                               | TOKYO FM HALL                                    | 初の公開放送、ニコニコ生放送にて配信 『ダライアスバースト クロニクルセイバーズ』制作をサプライズ発表 配信終了後に来場者のみ対象のプレゼント抽選会を実施                            |
| ZUNTATA NIGHT 8                                     | ダライアスバーストクロニクルセイバーズ特集号                                       | 2015年11月14日 20時 -                      | タイトー本社                                     | 『ダライアスバースト クロニクルセイバーズ』特集 COSIOさよならスペシャル、ZUNTATA新メンバーMASAKI紹介                                                                               |
| ZUNTATA NIGHT mini                                  | 〜アルカベーダ襲来！の巻〜                                                         | 2016年6月22日 20時 - 21時30分              | 不明                                             | 90分の短時間版、ニコニコ生放送にて配信 『LINE アルカノイドvsインベーダー』特集 |
| ZUNTATA NIGHT 9                                     | （なし）                                                                           | 2016年9月11日 20時 - 23時                  | タイトー本社                                     | この回よりFRESH! by CyberAgentに移行 アルバム『TAITO GAME MUSIC REMIXS』特集 |
| ZUNTATA NIGHT 10                                    | ダライアス30周年記念 大漁祭                                                        | 2016年12月2日 20時 - 23時                  | 博多もつ鍋よかさん房                             | 『ダライアス』開発スタッフトーク 特別企画「ダライアスを喰らう」 |
| ZUNTATA NIGHT 11                                    | 〜レイシリーズスペシャル〜                                                         | 2017年7月1日 20時 - 22時                   | レッドブル・スタジオ東京                         | 「Ray'z Music Chronology」発表記念 6月17日にZUNTATA加入が発表された下田祐が初登場                                                                                                  |
| REAL ZUNTATA NIGHT 2                                | 〜もっと！レイシリーズを語れ！！〜                                                 | 2017年9月2日                               | LOFT9 Shibuya                                    | 2年ぶり2回目の公開放送、前半部のみ配信 COSIOのDJ、レイシリーズの音楽およびゲームトーク、ZUNTATAおよびBETTA FLASHミニライブで構成 来場者のみ対象のプレゼント抽選会を実施            |
| ZUNTATA NIGHT 12                                    | 〜ZUNTATA30周年記念スペシャル〜                                                    | 2017年9月30日 19時 - 22時                  | タイトー本社                                     | ZUNTATA30周年記念 ZUNTATA30周年アルバム『reZonance world』特集 |
| REAL ZUNTATA NIGHT 3                                | 〜ZUNTATA30周年記念祭〜                                                            | 2017年11月11日 16時 - 19時                 | アーケードゲームバーMEGARAGE                     | 3回目の公開放送 COSIOおよびYack.のDJ、ZUNTATA発足時からのアルバムおよびライブの回顧トークで構成 来場者のみ対象のプレゼント抽選会を実施                                             |
| ZUNTATA NIGHT Special                               | GAME MUSIC BATTLE STAGE! TAITO vs SNK vs CAVE                                      | 2018年10月14日 15時30分 - 16時30分         | アーケードゲームバーMEGARAGE                     | タイトーステーション溝の口店MEGARAGE開店1周年記念イベント ZUNTATAのほか、SNKおよびCAVEのサウンドスタッフが出演 トークおよびミニライブで構成 来場者のみ対象のプレゼント抽選会を実施 |
| 年越しZUNTATA NIGHT 2019-2020                       | タイトーステーション池袋西口店PRESENTS                                             | 2019年12月31日 21時 - 2020年1月1日 0時30分 | STORIA                                           | 初の年越し生配信 トークのほか「ZUNTATA超難問曲当てクイズ」を実施 来場者のみ対象のプレゼント抽選会を実施                                                                            |
| ZUNTATA NIGHT SPECIAL タイトーシューティング祭      | スペースインベーダーvsダライアス                                                   | 2020年3月17日 19時30分 - 20時30分          | アーケードゲームバーMEGARAGE                     | 『スペースインベーダー インヴィンシブルコレクション』と『ダライアス コズミックコレクション』特集 ゲストに外山雄一、辛島由貴子（エムツー）、餅月あんこ（漫画家）が出演              |
| ZUNTATA NIGHT Special TAITO DJ STATION Vol.1        | タイトーステーションPresents タイトー最新情報 & タイトーゲームミュージックDJライブ | 2020年5月4日 15時00分 - 16時30分           | Hey                                              | トークおよびDJライブで構成 トークは外山雄一およびエムツー広報担当が出演 DJゲストにCOSIOが出演 番組初のSuper Chat(スーパーチャット)を実施                                           |
| ZUNTATA NIGHT SPECIAL メガレイジ ネットショッピング | （なし）                                                                           | 2020年7月22日 20時00分 - 21時00分          | アーケードゲームバーMEGARAGE                     | MEGARAGEオンラインショップの紹介 ゲストMCに長尾玲奈が出演 |
| ZUNTATA NIGHT 放送10周年記念祭                      | （なし）                                                                           | 2020年12月25日 20時00分 - 21時30分         | アーケードゲームバーMEGARAGE                     | ZUNTATA NIGHTの歴史を振り返るトーク オープニングにMASAKIピアノライブ、エンディングになかやまらいでんピアノライブを実施                                                             |